# 진 바틱
진 제닝스 바틱(영어: Jean Jennings Bartik, 1924년 12월 27일~2011년 3월 23일)은 에니악 컴퓨터의 프로그래머 중 한 명이다. 그는 수학을 공부하고 펜실베이니아 대학교에서 일했으며, 탄도 궤도를 직접 계산하다가, 에니악을 사용하여 계산하였다. 그와 동료들은 에니악을 사용하여 프로그래밍의 여러 기초들을 개발하였다. 에니악을 다룬 후, 그는 바이낙(영어: BINAC)과 유니박(영어: UNIVAC)을 사용하여 일했다. 그리고 여러 기술 회사에서 매니저, 엔지니어, 프로그래머로 일하다가, 나중에는 부동산 중개인으로도 일했다. 그는 2011년에 울혈성 심부전의 합병증으로 사망했다.

## 어린 시절
1924년 미국 미주리주 젠트리 카운티(Gentry County)에서 태어난 진의 원래 이름은 베티 진 제닝스(Betty Jean Jennings)였다. 7명의 아이 중 6번째 아이로 태어난 그의 아버지 윌리엄 스미스 제닝스(William Smith Jennings (1893-1971))는 미주리주 앨랜서스 그로브(Alanthus Grove) 출신이자 그 곳에서 농부 겸 교사였다. 그의 어머니 룰라 메이 스페인하워(Lula May Spainhower (1887-1988))도 아버지와 동향 사람이다. 제닝스 부부는 진을 낳기 전, 3명의 아들과 2명의 딸을 낳았다.
어릴 적 진은 말을 타고 할머니를 방문하곤 했다. 진의 할머니는 매일 그에게 신문을 사주어 읽게 했으며, 그의 생애 내내 롤모델로 자리잡았다. 진은 동네의 교실 한 칸짜리 학교를 다녔으며, 소프트볼에 능한 학생으로 동네에 알려졌다. 진은 고등학교를 다니기 위해, 이웃 동네에 사는 친언니와 함께 살면서 14살부터 매일같이 운전해서 학교를 다녔다. 그는 1941년, 스탠베리 고등학교(Stanberry High School)를 16살의 나이로 졸업한다.
진은 노스웨스트 미주리주 사범대학(Northwest Missouri State Teachers College)에서 수학을 주전공으로, 영어를 부전공으로 하였으며, 1945년에 졸업했다. 그는 반에서 수학 학위를 받은 유일한 학생이었다. 원래 진은 언론학을 공부하고자 했으나, 지도교수와 사이가 좋지 않아 수학으로 전공을 바꾸었다. 1967년에서야 그는 펜실베이니아 대학교에서 석사 학위를, 2002년에 노스웨스트 미주리주 사범대학에서 영어 명예 박사학위를 받는다.

## 연구 활동
1945년, 미국 육군은 대학교의 수학자들을 모집해 전쟁에 도움을 받고자 했다. 진의 지도교수는 그가 미국 육군에서 "톱니바퀴 중 하나"가 될 뿐이라며 대신 수학교사가 되길 권했지만, 진은 미국 육군이 필요로 하는 계산수가 되고자 했다. 그의 미적분학 교수는 미분 해석기가 있는 펜실베이니아 대학교를 추천했다.

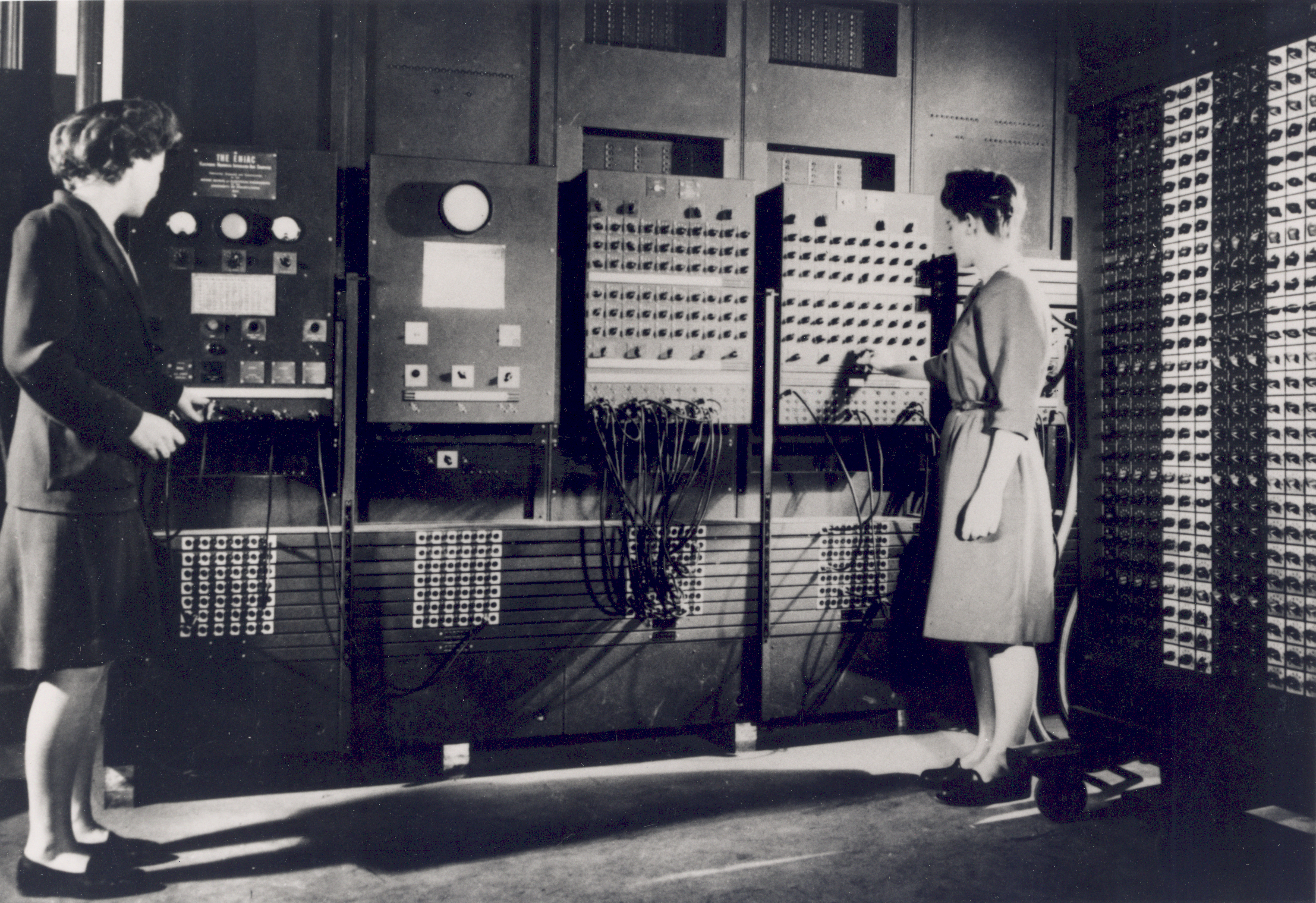
진 바틱(좌측)과 프랜 빌라스(Fran Bilas;우측)이 에니악의 주 조종간을 조정하는 모습

그는 20살에 IBM과 펜실베이니아 대학교 모두에 지원했다. IBM으로의 지원은 실패했지만, 펜실베이니아 대학교에는 합격해 미국 육군의 애버딘 시험장(Aberdeen Proving Ground)에 위치한 미국 육군 병기창에서 일하며 손으로 탄도 궤적을 계산하게 되었다. 진은 그 곳에서 펜실베이니아 대학교 소속으로 펜타곤 프로젝트에서 일하고 있던 남편 윌리엄 바틱(영어: William Bartik)을 만나 1946년 12월에 결혼한다.
진과 같은 계산수들이 하던 탄도 궤도 계산을 위해 전자식 숫자 적분 및 계산기, 즉 에니악을 발명하게 되자, 진은 에니악 프로젝트에 자원해 첫 프로그래머 중 한 명으로 선발된다. 그는 관련 기술에 대해 배우지 않은 채로 에니악으로 풀어야 할 문제를 만들게 된다. 베티 홀버튼(Betty Holberton), 그와 함께 공동 수석 프로그래머가 된 진, 그리고 나머지 4명의 프로그래머들은 에니악의 사용 설명서도 없었지만, 장치에 붙은 도해를 검토하거나 에니악을 만든 공학자들을 만나 정보를 모은 후, 그 정보로 필요한 기술을 습득하여 결국 에니악을 다루는데 굉장히 능숙하게 되었다.
초창기에는 프로그래머들에게 기밀정보 취급 허가가 떨어지지 않은 상태였기 때문에, 프로그래머들은 기밀로 분류된 에니악의 하드웨어를 볼 수 없었다. 그들은 오직 계통도만을 보고 공부하여 어떻게 에니악을 프로그래밍 해야 할 지 알 수 있었다. 게다가 함께 작업할 공간도 주어지지 않아, 쓰지 않는 교실이나 친목회관 같은 곳에서 일해야 했다.
에니악 프로젝트의 여섯 명의 여성 프로그래머들은 서브루틴, 네스팅 등의 기초적인 프로그래밍 기술들을 개발했으며, 디지털 컴퓨터 프로그래밍의 기초를 만들어냈다고 할 수 있다. 진의 프로그래밍 파트너는 공동 수석 프로그래머이기도 한 베티 홀버튼이었으며, 그들은 함께 에니악의 주 프로그램을 만들고 탄도 궤도 계산 프로그래머들을 이끌었다. 또한 프로그래머들은 에니악을 프로그래밍하기 위해 물리적으로 어떻게 스위치를 바꾸고 케이블을 다시 연결하는 등의 물리적 조작 방법을 알게 된다. 이어 그들은 에니악의 원래 목적인 탄도 궤적 계산 뿐 아니라, 로스앨러모스 국립 연구소의 수소폭탄 개발 관련 계산에도 관여하게 된다.
진은 베티 홀버튼과 함께 에니악 공개 행사에서 탄도 궤적 시뮬레이션을 위한 프로그램을 만들게 된다. 그는 1946년 행해진 에니악 공개 행사를 다음과 같이 회술했다:
| “ | 에니악이 세상에 모습을 드러낸 그 날은 내 인생에서 가장 신나는 날 중 하나였다. 공개 행사는 환상적이었다. 에니악은 탄도 궤도 계산을 포탄이 날아가는 속도보다도 빨리 해냈다. 우리는 계산을 시작하자마자 결과를 제출했다. 에니악은 그 전까지 존재했던 그 어느 기계보다도 1,000배나 빨랐다. 깜박이는 불빛과 함께, 에니악은 얼마나 빨리 계산하는지 시각적으로 볼 수 있는 멋진 기계였다. | ” |

에니악은 공개 행사 하루 전에도 제대로 작동하지 않아, 진을 비롯한 프로그래머들은 밤 늦게까지 일해 작동을 성공시켰다. 진은 에니악 개발에 필수적인 역할을 수행했지만, 펜실베이니아 대학교 소속으로 그가 해낸 일들은, <일급 비밀: 제2차 세계 대전의 여성 계산수들(Top Secret Rosies: The Female Computers of WWII)>이라는 다큐멘터리 영화가 2010년에 나오기 전까지, 전혀 알려지지 않았다. 진과 다른 프로그래머들은 이후 존 폰 노이만과 딕 클리핑어(Dick Clippinger) 등과 함께 에니악을 프로그램 내장식 컴퓨터로 바꾸는 프로젝트에도 참여한다.
| “ | 에니악 공개 행사가 끝나고, 모두 저녁을 먹으러 나갔다. 그러나 우리 프로그래머들은 저녁에 초대받지 않아 갈 수 없었다. 사람들은 절대 알아주지 않았다. | ” |

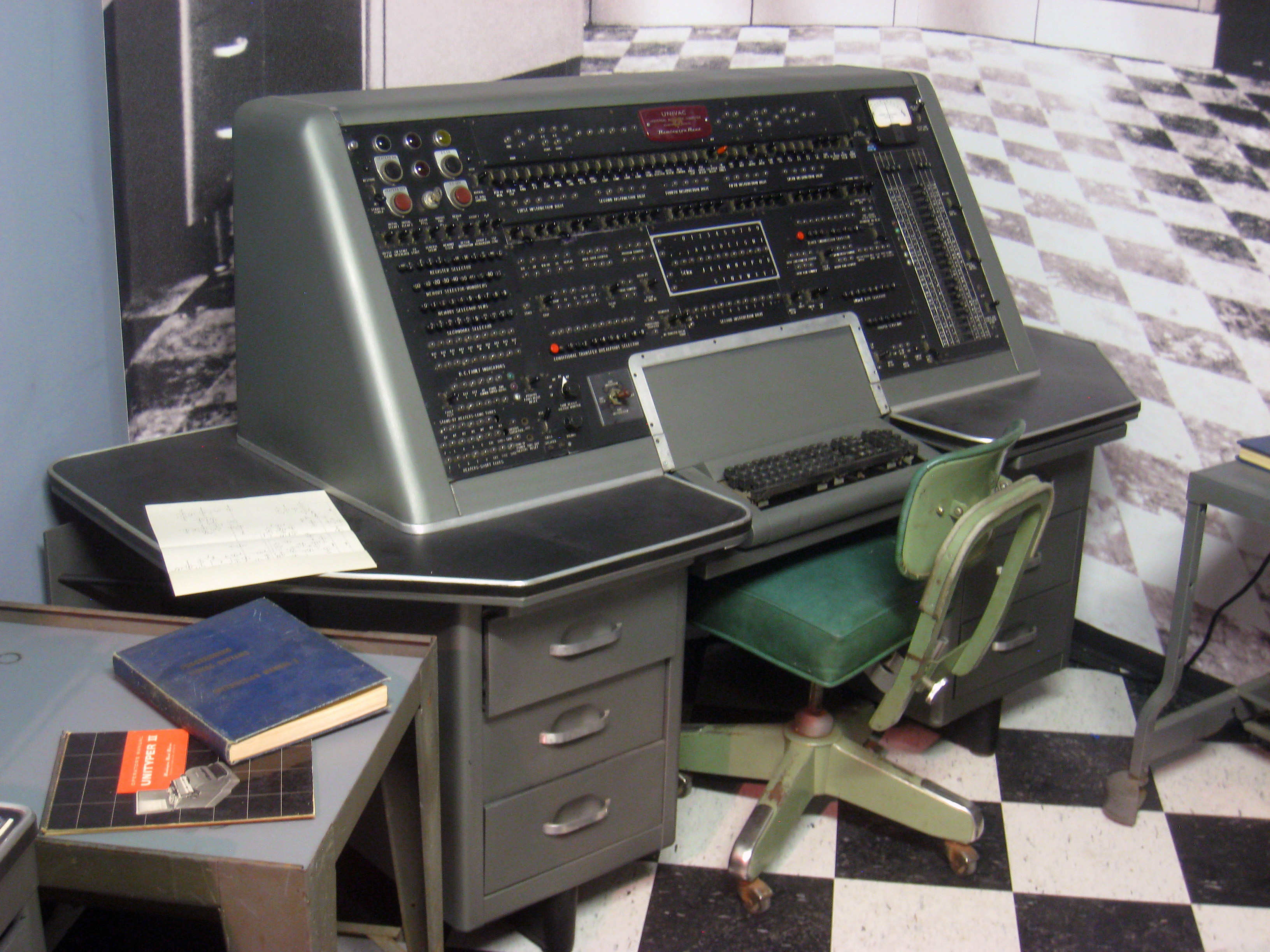
유니박 I 조작자의 콘솔

제2차 세계 대전이 끝난 후, 진은 에니악을 디자인한 존 에커트(John Eckert), 존 머칠리(John Mauchly)가 세운 에커트-머칠리 사(Eckert–Mauchly Computer Corporation)에서 일하며 바이낙(BINAC)과 유니박의 개발에도 관여했다. 바이낙은 천공 카드 대신 자기 테이프로 자료를 저장한 첫 컴퓨터이자 트윈 유닛 컨셉(Twin Unit Concept)를 활용한 첫 컴퓨터였다. 진은 노스럽 그러먼이 사용할 항공 유도 시스템을 프로그래밍했다. 그는 또한 유니박의 논리회로를 디자인 책임자였다.
1950년, 레밍턴 랜드(Remington Rand) 사가 에커트-머칠리 사를 사들인 직후, 진은 회사의 주요 고객 중 하나인 미국 해군에게 프레젠테이션을 하기로 했다. 그러나 프레젠테이션 날짜가 가까워지자 레밍턴 사는 다른 남성에게 프레젠테이션의 대부분을 맡기고, 진에게는 프레젠테이션 마지막의 제안 부분만 맡겼다. 진은 프레젠테이션이 끝난 후, 고객과의 저녁 식사 자리에도 초대받지 못했다. 이후 레밍턴 사는 진에게 프레젠테이션을 허용하지 않았다.
진은 이듬해인 1951년 레밍턴 사에서 나와 이후 16년 간, 3명의 자녀를 키우는 데 집중했다. 1967년에는 펜실베이니아 대학교에서 영어 석사 학위도 받는다.

## 노년
진은 1968년, 남편 윌리엄 바틱과 이혼한다. 그녀는 1986년 컴퓨터 산업에서 완전히 은퇴한 후, 25년 간 뉴저지주에서 부동산 중개사로 활동한다.
2011년 3월 23일, 향년 86세의 나이에 진은 울혈성 심부전의 합병증으로 세상을 떴다.

## 같이 보기
- 베티 홀버튼